# Винтер, Георг
Генрих Георг Винтер (нем. Heinrich Georg Winter; 1848—1887) — немецкий миколог и ботаник.

## Биография
Георг Винтер родился 1 октября 1848 года в Лейпциге. Отец Винтера, Адольф, был издателем книг. Георг учился в Школе Святого Фомы в Лейпциге, одновременно работал в издательстве своего отца. Затем Винтер стал работать в другом книжном магазине в Лейпциге. Георг Винтер заинтересовался ботаникой, в особенности тайнобрачными растениями и микологией. Некоторое время он жил в Гиссене, где собирал образцы грибов. В 1873 году он издал публикацию в журнале Berichten der Oberhess. Gesellsch. für Natur- und Heilkunde под названием Verzeichniß der im J. 1869 in der Flora von Gießen gesammelten Pilze. В ней был приведён список видов грибов, обнаруженных Винтером в 1869 году. В 1870 году он стал учиться в Лейпцигском университете, затем перешёл в Мюнхенский университет, в 1873 году окончил Университет Галле. В том же году он стал доктором философии Лейпцигского университета с диссертацией Die deutschen Sordarien. С 1876 по 1883 Винтер преподавал ботанику в Цюрихском политехническом институте. Он издал множество публикаций в журнале Hedwigia. В 1879 году Георг сменил заболевшего Готтлоба Рабенгорста на посту главного редактора этого журнала, работал в этом качестве до своей смерти. Георг Винтер скончался в Лейпциге 16 августа 1887 года в возрасте 38 лет от осложнений, вызванных катаральным воспалением слизистой оболочки кишечника.

## Некоторые научные работы
- Winter, G. (1873). Die deutschen Sordarien. Abh. naturf. Ges. Halle 13(1): 65—107.
- Winter, G. (1875). Zur Anatomie einiger Krustenflechten. Flora 58: 129—139.
- Winter, G. (1876). Ueber die Gattung Sphaeromphale. Jahrb. f. wiss. bot. 10: 245—274.
- Winter, G. (1877). Lichenologische Notizien. Flora 60: 177—184, 193—203, 209—214.
- Winter, G. in Schenk, A. (1879—1890) Handbuch der Botanik.
- Winter, G. in Rabenhorst, L. (1880—1887) Kryptogamen-Flora von Deutschland, Oesterreich und der Schweiz ed. 2, vol. 1 (1—2).
- Winter, G. (1881). Notizien über einige Discomyceten. Hedwigia 20: 65—72.
- Winter, G. (1884—1885). Contributiones ad floram mycologicam lusitanicam. Bol. Soc. Brot. 2: 32—57, 3: 50—64.
- Winter, G. (1884—1887). Exotische Pilze. Flora 67: 259—267, Hedwigia 24: 21—35, 25: 92—104, 26: 6—18.
- Winter, G. (1885). Beiträge zur Pilzflora von Missouri. Hedwigia 24: 177—214.
- Winter, G. Fungi in Henriques, J. (1886) Flora de São Thomé.
- Winter, G. (1886). Fungi in insula S. Thomé lecti. 20 pp.
- Winter, G. et al. in Neumayer, G.B. (1890) Die internationale Polarforschung vol. 1.

## Роды грибов, названные в честь Г. Винтера
- Mycowinteria Sherwood, 1986
- Winterella Berl., 1893, nom. illeg. [syn.  Nitschkia P.Karst., 1873]
- Winterella (Sacc.) Kuntze, 1891, nom. dub.
- Winteria Sacc., 1878 [syn.  Selinia P.Karst., 1876]
- Winteria (Rehm) Sacc., 1883, nom. illeg. [syn.  Mycowinteria Sherwood, 1986]
- Winterina Sacc., 1891, nom. dub.
- Winterina Sacc., 1899, nom. illeg. [syn.  Nitschkia P.Karst., 1873]
- Winteromyces Speg., 1912 [syn.  Gibbera Fr., 1825]